# Yasuhiro Irie
Yasuhiro Irie (入江 泰浩 Irie Yasuhiro?) es un animador, diseñador de personajes y director de anime japonés.

## Carrera
Comenzó su carrera en Sunrise, trabajó como director de animación y animador en varias producciones, y debutó como director con los volúmenes 2 a 4 de Alien 9 y la serie de televisión de 2004 Kurau Phantom Memory. También dirigió Fullmetal Alchemist: Brotherhood.
Es miembro de la Asociación de creadores de animación japonesa (JAniCA).

## Trabajos

### Series de televisión
Destaca papeles con funciones de dirección de series.
| Año  | Título                                        | Director(es)                   | Estudio                          | Funciones | Refs.         |
| ---- | --------------------------------------------- | ------------------------------ | -------------------------------- | --- | ------------- |
| 1992 | Mama wa Shōgaku 4 Nensei                      | Shūji Iuchi                    | Sunrise                          | Animación clave (#4, 9, 12) | [ 4 ]         |
| 1992 | Yadamon                                       | Sō Toyama                      | Group TAC                        | Animación clave (#21, 54, 72) | [ 5 ]         |
| 1992 | Genki Bakuhatsu Ganbaruger                    | Toshifumi Kawase               | Sunrise                          | Animación clave (#28, 34, 41) | [ 6 ]         |
| 1993 | Nekketsu Saikyō Go-Saurer                     | Toshifumi Kawase               | Sunrise                          | Animación clave | [ 7 ]         |
| 1994 | Mobile Fighter G Gundam                       | Yasuhiro Imagawa Fuyunori Gobu | Sunrise                          | Animación clave (#23, 28, 30, 34, 39, 44, 49) | [ 8 ]         |
| 1996 | Tenkū no Escaflowne                           | Kazuki Akane                   | Sunrise                          | Director de animación (#21) Director de animación asistente (#6) Animación clave (#2-3, 6-7, 9-10, 13, 17, 25)                                               | [ 9 ]         |
| 1997 | Shōjo Kakumei Utena                           | Kunihiko Ikuhara               | J.C.Staff                        | Animación clave (#4; OP) | [ 10 ]        |
| 1998 | Cowboy Bebop                                  | Shin'ichirō Watanabe           | Sunrise                          | Animación clave (#17-18, 20, 23, 25-26) | [ 11 ]        |
| 1998 | Bakusō Kyōdai Let's & Go!! Max                | Takao Kato                     | Xebec                            | Animación clave (#OP) | [ 12 ]        |
| 1999 | Uchū Kaizoku Mito no Daibōken                 | Takashi Watanabe               | Triangle Staff                   | Animación clave (#OP, ED) | [ 13 ]        |
| 2002 | RahXephon                                     | Yutaka Izubuchi                | Bones                            | Director de episodios (#19) Director de animación (#19) | [ 14 ]        |
| 2003 | Gunparade March: Arata Naru Kōgunka           | Katsushi Sakurabi              | J.C.Staff                        | Director de episodio (#11) Guionista gráfico (#11) Director de animación (#4, 11; OP) Animación clave (#4, 11; ED) Diseño de personajes                      | [ 15 ]        |
| 2003 | Fullmetal Alchemist                           | Seiji Mizushima                | Bones                            | Director de episodio (#OP 1) Director de animación (#OP 1) Animación 3D (#OP 1) Creador de 3D de apertura                                                    | [ 16 ]        |
| 2004 | Kurau Phantom Memory                          | Yasuhiro Irie                  | Bones                            | Director Guionista (#23-24) Guionista gráfico (#1-3, 5, 8, 12, 23-24) Director técnico (#1, 24)                                                              | [ 17 ] [ 18 ] |
| 2005 | Gaiking: Legend of Daiku-Maryu                | Masahiro Hosoda                | Toei Animation                   | Animación clave (#28) | [ 19 ]        |
| 2008 | Soul Eater                                    | Takuya Igarashi                | Bones                            | Director de episodio (#OP 1) Guionista gráfico (#OP 1) Animación clave (#OP 1)                                                                               | [ 20 ]        |
| 2008 | Nogizaka Haruka no Himitsu                    | Munenori Nawa                  | Diomedéa                         | Guionista gráfico (#3, 7) Director de unidad (#7) Director de animación (#7) Animación clave (#7)                                                            | [ 21 ]        |
| 2009 | Fullmetal Alchemist: Brotherhood              | Yasuhiro Irie                  | Bones                            | Director Director de episodios (#64; OP 1) Guionista gráfico (#1-2, 5, 8, 63-64; OP 1, ED 2, ED 4, ED 5) Animación clave (#64) Segunda animación clave (#52) | [ 3 ]         |
| 2011 | Hanasaku Iroha                                | Masahiro Andō                  | P.A. Works                       | Guionista gráfico (#14-15, 21) | [ 22 ]        |
| 2012 | Code:Breaker                                  | Yasuhiro Irie                  | Kinema Citrus                    | Director Composición de la serie Guionista (#1-13) Director de episodio (#13) Guionista gráfico (#1, 3, 10, 12-13; OP) Director de unidad (#OP)              | [ 23 ]        |
| 2015 | Plastic Memories                              | Yoshiyuki Fujiwara             | Doga Kobo                        | Guionista gráfico (#12) Animación clave (#4) | [ 24 ]        |
| 2015 | Classroom☆Crisis                              | Kenji Nagasaki                 | Lay-duce                         | Guionista gráfico (#ED) | [ 25 ]        |
| 2015 | Gochūmon wa Usagi Desu ka??                   | Hiroyuki Hashimoto             | Kinema Citrus White Fox          | Director de episodio (#11) Guionista gráfico (#11) Animación clave (#11) Segunda animación clave (#12)                                                       | [ 26 ]        |
| 2016 | Kuma Miko                                     | Kiyoshi Matsuda                | Kinema Citrus EMT Squared        | Guionista gráfico (#3, 6, 8) | [ 27 ]        |
| 2016 | Shakunetsu no Takkyū Musume                   | Yasuhiro Irie                  | Kinema Citrus                    | Director Director de episodios (#12; OP) Guionista gráfico (#1-3, 7-10, 12; OP)                                                                              | [ 28 ]        |
| 2017 | Fate/Apocrypha                                | Yoshiyuki Asai                 | A-1 Pictures                     | Guionista gráfico (#6, 18) | [ 29 ]        |
| 2017 | Katsugeki/Tōken Ranbu                         | Toshiyuki Shirai               | Ufotable                         | Guionista gráfico (#7) | [ 30 ]        |
| 2017 | Princess Principal                            | Masaki Tachibana               | Actas 3Hz                        | Guionista gráfico (#8) | [ 31 ]        |
| 2018 | Darling in the Franxx                         | Atsushi Nishigori              | A-1 Pictures Trigger CloverWorks | Guionista gráfico (#17) | [ 32 ]        |
| 2018 | Sword Art Online Alternative: Gun Gale Online | Masayuki Sakoi                 | 3Hz                              | Guionista gráfico (#6, 9) | [ 33 ]        |
| 2018 | Tenrō: Sirius the Jaeger                      | Masahiro Andō                  | P.A. Works                       | Guionista gráfico (#6) | [ 34 ]        |
| 2019 | Tate no Yūsha no Nariagari                    | Takao Abo                      | Kinema Citrus                    | Guionista gráfico (#12) | [ 35 ]        |
| 2022 | Healer Girl                                   | Yasuhiro Irie                  | 3Hz                              | Director Director de episodios (#1-5, 7) Guionista gráfico (#1-12; OP) Director de unidad (#OP) Animación clave (#OP)                                        | [ 36 ]        |
| 2022 | C Danchi                                      | Yūji Nara                      | Akatsuki                         | Guionista gráfico (#OP) | [ 37 ]        |
| 2023 | Oshi no Ko                                    | Daisuke Hiramaki               | Doga Kobo                        | Director de episodio (#7) Guionista gráfico (#7) | [ 38 ]        |
| 2024 | Oshi no Ko Season 2                           | Daisuke Hiramaki               | Doga Kobo                        | Guionista gráfico (#5, 11, 13) | [ 39 ]        |
| 2025 | Mono                                          | Ryōta Aikei                    | Soigne                           | Guionista gráfico (#ED) Director de unidad (#ED) Animación clave (#ED)                                                                                       | [ 40 ]        |

### Películas
| Año  | Título                                                 | Director(es)                               | Estudio        | Funciones             | Refs.  |
| ---- | ------------------------------------------------------ | ------------------------------------------ | -------------- | --------------------- | ------ |
| 1995 | Macross Plus Movie Edition                             | Shōji Kawamori Shin'ichirō Watanabe        | Triangle Staff | Animación clave       | [ 41 ] |
| 1998 | Mobile Suit Gundam: The 08th MS Team - Miller's Report | Mitsuko Kase Takeyuki Kanda Umanosuke Iida | Sunrise        | Animación clave       | [ 42 ] |
| 1998 | Spriggan                                               | Hirotsugu Kawasaki                         | Studio 4°C     | Animación clave       | [ 43 ] |
| 1999 | Digimon Adventure Movie                                | Mamoru Hosoda Shigeyasu Yamauchi           | Toei Animation | Animación clave       | [ 44 ] |
| 2000 | Digimon Adventure: Bokura no War Game!                 | Mamoru Hosoda                              | Toei Animation | Animación clave       | [ 45 ] |
| 2001 | Cowboy Bebop: Tengoku no Tobira                        | Shin'ichirō Watanabe                       | Bones          | Guionista gráfico     | [ 46 ] |
| 2003 | RahXephon: Tagen Hensōkyoku                            | Yutaka Izubuchi Tomoki Kyoda               | Bones          | Director de animación | [ 47 ] |
| 2005 | Fullmetal Alchemist: The Conqueror of Shamballa        | Seiji Mizushima                            | Bones          | Animación clave       | [ 48 ] |
| 2006 | Tekkonkinkreet                                         | Michael Arias                              | Studio 4°C     | Animación clave       | [ 49 ] |
| 2019 | Black Fox                                              | Kazuya Nomura Keisuke Shinohara            | 3Hz            | Guionista gráfico     | [ 50 ] |

### ONAs
Destaca papeles con funciones de dirección de series.
| Año  | Título | Director(es)  | Estudio                    | Funciones | Refs.  |
| ---- | ------ | ------------- | -------------------------- | --------- | ------ |
| 2021 | Eden   | Yasuhiro Irie | Qubic Pictures CGCG Studio | Director  | [ 51 ] |

### OVAs
Destaca papeles con funciones de dirección de series.
| Año  | Título                                             | Director(es) | Estudio               | Funciones | Refs.  |
| ---- | -------------------------------------------------- | --- | --------------------- | --- | ------ |
| 1992 | Giant Robo the Animation: Chikyū ga Seishi Suru Hi | Yasuhiro Imagawa | Phoenix Entertainment | Animación clave (#1)                                                                                         | [ 52 ] |
| 1993 | Yōsei Kisuikoden                                   | Hiroshi Negishi | J.C.Staff             | Animación clave                                                                                              | [ 53 ] |
| 1993 | JoJo no Kimyō na Bōken                             | Hiroyuki Kitakubo (#1-6) Noboru Furuse (#7) Yasuhito Kikuchi (#8-9) Takashi Kobayashi (#10-11, 13) Hideki Futamura (#7-10) Eiji Yamanaka (#12) | A.P.P.P.              | Animación clave (#3)                                                                                         | [ 54 ] |
| 1994 | Macross Plus                                       | Shōji Kawamori Shin'ichirō Watanabe | Triangle Staff        | Animación clave (#3)                                                                                         | [ 55 ] |
| 1995 | Bio Hunter                                         | Yūzō Satō | Madhouse              | Animación clave                                                                                              | [ 56 ] |
| 1996 | Mobile Suit Gundam: The 08th MS Team               | Takeyuki Kanda (#1-6) Umanosuke Iida (#7-12)                                                                                                   | Sunrise               | Director de animación asistente (#11) Animación clave (#7-8)                                                 | [ 57 ] |
| 2001 | Alien 9                                            | Jirō Fujimoto (#1) Yasuhiro Irie (#2-4) | J.C.Staff             | Director (#2-4) Guionista gráfico (#1, 4) Director de unidad (#4) Director de animación Diseño de personajes | [ 58 ] |

### Videojuegos
- Exodus Guilty (1998; key animation)
- NOeL 3 (1998; animation director)